# Robert Kurnicki
Robert Kurnicki (ur. 27 marca 1965 w Zabrzu) – polski, a następnie niemiecki lekkoatleta.
Startował w sprincie oraz biegach na 110 m przez płotki i 60 m przez płotki. Wystąpił na Halowych Mistrzostwach Europy w Liévin w 1987, ale odpadł w eliminacjach biegu na 60 m ppł. Był mistrzem Polski w sztafecie 4 x 100 m w 1986 oraz wicemistrzem na 200 m w 1987, a także halowym wicemistrzem (1987) i mistrzem (1988) na 60 m przez płotki. Po zdobyciu tego mistrzostwa z wynikiem 7,71 s został posądzony o używanie dopingu i ukarany 2-letnią dyskwalifikacją (umorzona po 6 miesiącach). W 1989 podjął udaną próbę nawiązania do krajowej czołówki (200 m - 20,87 s i 110 m ppł -13,81 s) i wziął udział w międzypaństwowym meczu w Finlandii.
W 1990 podjął decyzję o emigracji do Niemiec dla kontynuacji kariery sportowej (dla PZLA jako 25-latek był zbyt "stary", by go wspierać, mimo że był w krajowej czołówce). Zdobył tytuły mistrza Niemiec na 200 m w 1992 (wynik 20,69) i 1993 (wynik 20,46), a także w sztafecie 4 x 100 m w 1992, 1993, 1995 i 1996. Był także halowym mistrzem Niemiec na 200 m w 1994.
Startował w barwach Niemiec na Mistrzostwach Świata w Stuttgarcie w 1993, gdzie doszedł do półfinału w biegu na 200 m, a w sztafecie 4 x 100 m zajął 6. miejsce. Na Mistrzostwach Świata w Göteborgu w 1995 doszedł do ćwierćfinału na 200 m i półfinału w sztafecie. Podczas Halowych Mistrzostw Europy w Paryżu w 1994 po doznanej kontuzji nie ukończył biegu półfinałowego na 200 m. Był także rezerwowym zawodnikiem sztafety na Igrzyskach Olimpijskich w Atlancie w 1996. Zakończył karierę w 1997.